# ¿Qué nos pasó? (canción de Kany García)
"¿Qué nos pasó? " es una canción de pop latino escrita por la artista puertorriqueña Kany García de su álbum debut Cualquier Día. La canción es el segundo sencillo de su álbum Cualquier Día. Fue lanzado a la radio en octubre de 2007. Desde entonces, se ha convertido en un éxito Top 30 en Billboard Latin Pop Airplay.

## Información de la canción
La canción, según Kany, es un lamento melancólico sobre un mundo sin amor, los cambios en el mundo, cómo actuaba la gente antes y cómo actúa ahora. Kany ha afirmado en muchas entrevistas que ¿Qué Nos Pasó? es para aquellas personas que forman parte de la sociedad mundial materialista, que se han olvidado de amar las cosas realmente importantes de la vida.

## Vídeo musical
El video musical fue filmado en forma de presentación en vivo. Kany comienza a actuar con su banda frente a un par de personas. El video fue filmado en la Ciudad de México y fue dirigido por Alexis Gudino. 

## Lista de canciones
1. "¿Qué Nos Pasó?": 3:24 (versión álbum)
2. "¿Qué Nos Pasó?": 2:58 (versión radiofónica)

## Rendimiento en listas
La canción se convirtió en un éxito moderado en las listas Billboard Latin Pop Airplay alcanzando el puesto #22.

## Listas
| Singles - (en todo el mundo) | Singles - (en todo el mundo)       | Singles - (en todo el mundo) |
| Año                          | Lista                              | Posición                     |
| ---------------------------- | ---------------------------------- | ---------------------------- |
| 2007                         | US Billboard Hot Latin Pop Airplay | 22                           |

## Premios y nominaciones
| Año  | Otorgar                               | Categoría                                        | Resultado |
| ---- | ------------------------------------- | ------------------------------------------------ | --------- |
| 2008 | Premios Billboard de la Música Latina | Canción Latin Pop Airplay del Año, Artista Nuevo | Nominada  |